# Drie Dorpen
De Drie Dorpen oftewel de Three Villages zijn Balzan, Attard en Lija, drie kleine plaatsjes in centraal Malta.
Ze zijn bekend onder één naam gezien het feit dat ze zo vlak bij elkaar liggen en in sommige gevallen zelf aan elkaar zijn gegroeid. Op sommige plaatsen hoort bijvoorbeeld de ene kant van de straat bij het ene dorp, terwijl de overzijde aan een ander dorp toebehoort. Bovendien lijken de Drie Dorpen sterk op elkaar qua formaat, uiterlijk en leeftijd.